# Bonnefantenmuseum
Das Bonnefantenmuseum in Maastricht ist ein Museum für alte und zeitgenössische Kunst in den Niederlanden. Das Museum ist in einem Gebäude von Aldo Rossi untergebracht.

## Geschichte

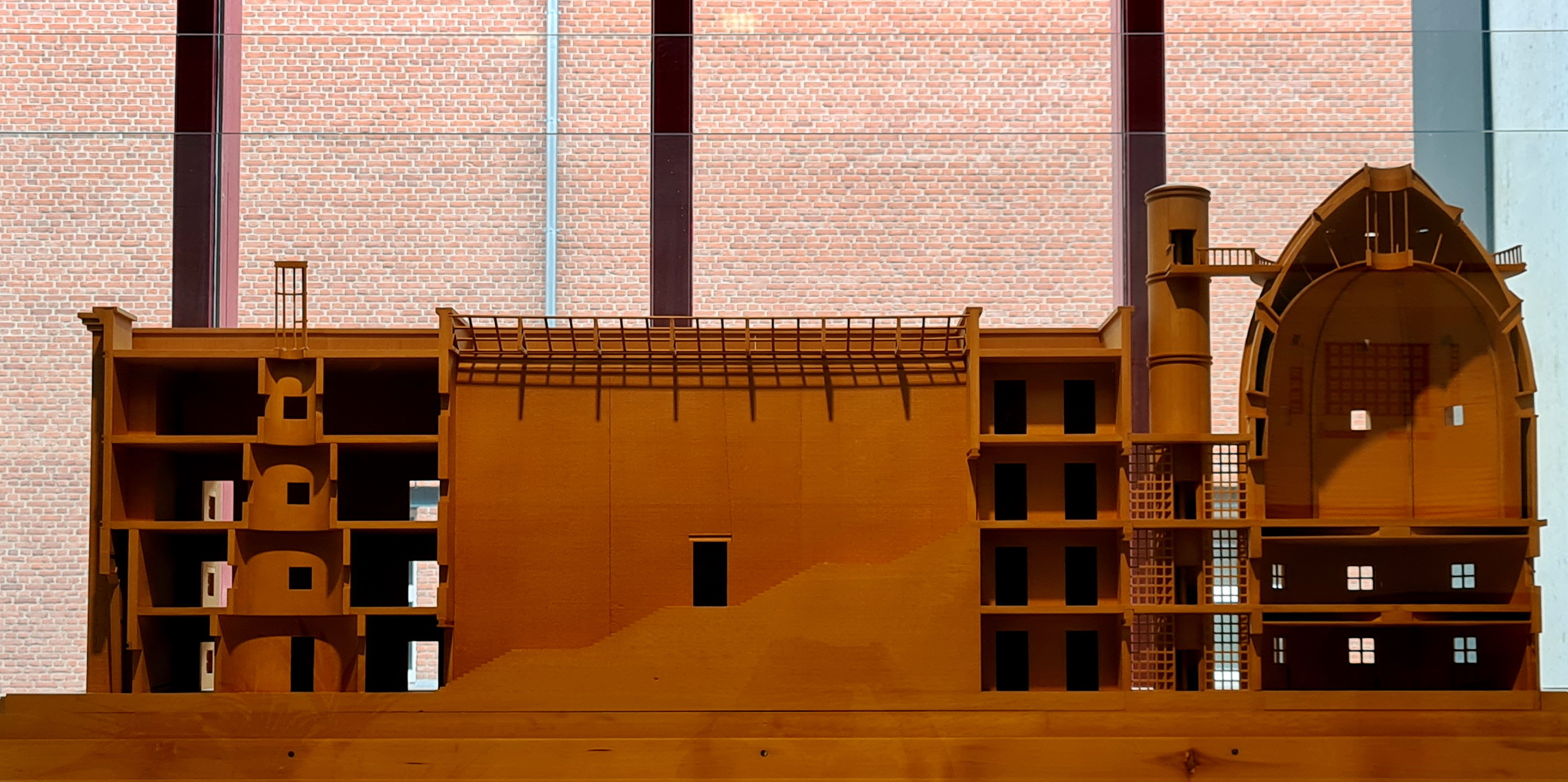
Schnittmodell des Museums von 1991, Aldo Rossi (Architekt)

Das Museum wurde 1884 gegründet als historisches und archäologisches Museum der Provinz Limburg (Limburgs Museum van Kunst en Oudheden). 1999 wurde die archäologische Sammlung an die Gemeinde Maastricht übertragen; seitdem fungiert das Museum ausschließlich als Kunstmuseum.
Im Laufe seines Bestehens ist das Museum mehrfach umgezogen. Seinen Namen hat das Bonnefantenmuseum von dem Gebäude, in dem es von 1951 bis 1978 untergebracht war. Er ist eine Verballhornung von Couvent des bons enfants („Kloster der guten Kinder“). Dieses Frauenkloster hatte sich im 18. Jahrhundert die Erziehung von Kindern zur Aufgabe gemacht.
Das 1990 bis 1995 am Ufer der Maas erbaute neue Bonnefantenmuseum ist mit seinem zinkgedeckten Kuppelbau eine architektonische Landmarke und entstand nach Plänen des italienischen Architekten Aldo Rossi.

## Sammlung
Das Museum enthält eine Sammlung alter Kunst mit den Abteilungen zur mittelalterlichen Skulptur (unter anderem die „Sammlung Neutelings“), zur italienischen Malerei (1325–1525) und zur Malerei aus den südlichen Niederlanden (16./17. Jahrhundert).
Höhepunkte der Sammlung mittelalterlicher Skulptur sind die Holzskulpturen von Jan van Steffeswert und Meister von Elsloo, sowie Holz-, Marmor-, Elfenbeinskulpturen aus Brüssel, Antwerpen, Frankreich, England und der Region Niederrhein.
Andrea Vanni, Giovanni del Biondo, Domenico di Michelino und Sano di Pietro sind die wichtigsten Vertreter der Sammlung früh-italienischer Malerei. 
Die Sammlung südniederländischer Malerei (teilweise Ausleihungen des Rijksmuseum in Amsterdam) besteht aus Gemälden von u. a. Marinus van Reymerswaele, Roelant Savery, Pieter Coecke van Aelst, Pieter Aertsen, Pieter Brueghel der Jüngere, Peter Paul Rubens, Jacob Jordaens und David Teniers der Jüngere.
Die Sammlung zeitgenössischer Kunst ist jung und international orientiert. Sie besteht aus einer so genannten Basissammlung, in der Künstler des Minimalismus und der Arte Povera dominieren. Wichtige Kunstwerke von u. a. Sol LeWitt, Richard Serra, Robert Ryman, Robert Mangold, Bruce Nauman, Richard Deacon, Gilbert & George, Peter Doig, Luciano Fabro, Mario Merz, Jannis Kounellis, Luc Tuymans, Joseph Beuys, Anselm Kiefer, Neo Rauch, Roman Signer, Hermann Nitsch, Arnulf Rainer und Franz West verschaffen der Sammlung eine solide Grundlage.

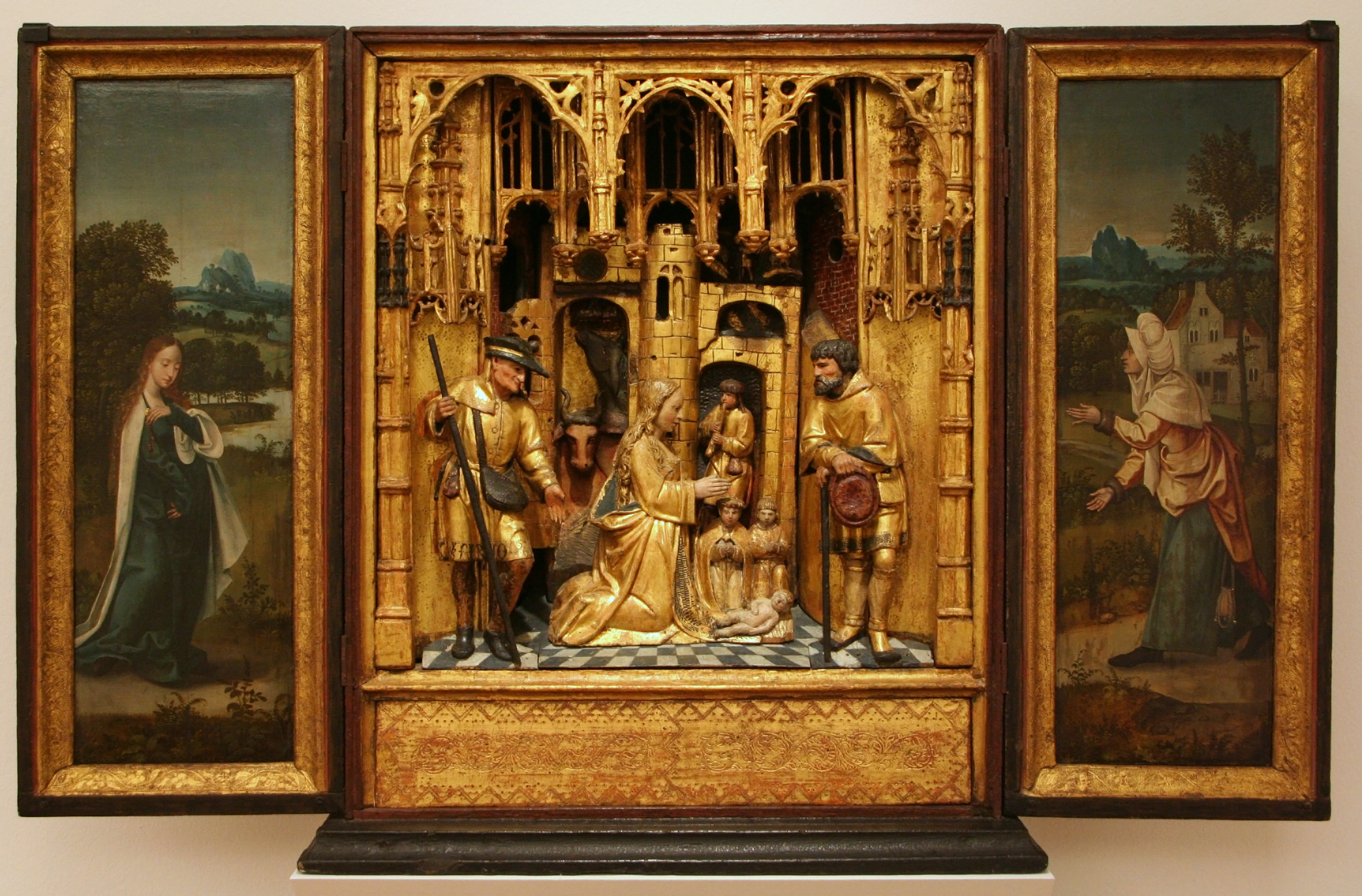
Hausaltar. Antwerpen (?), 1518.
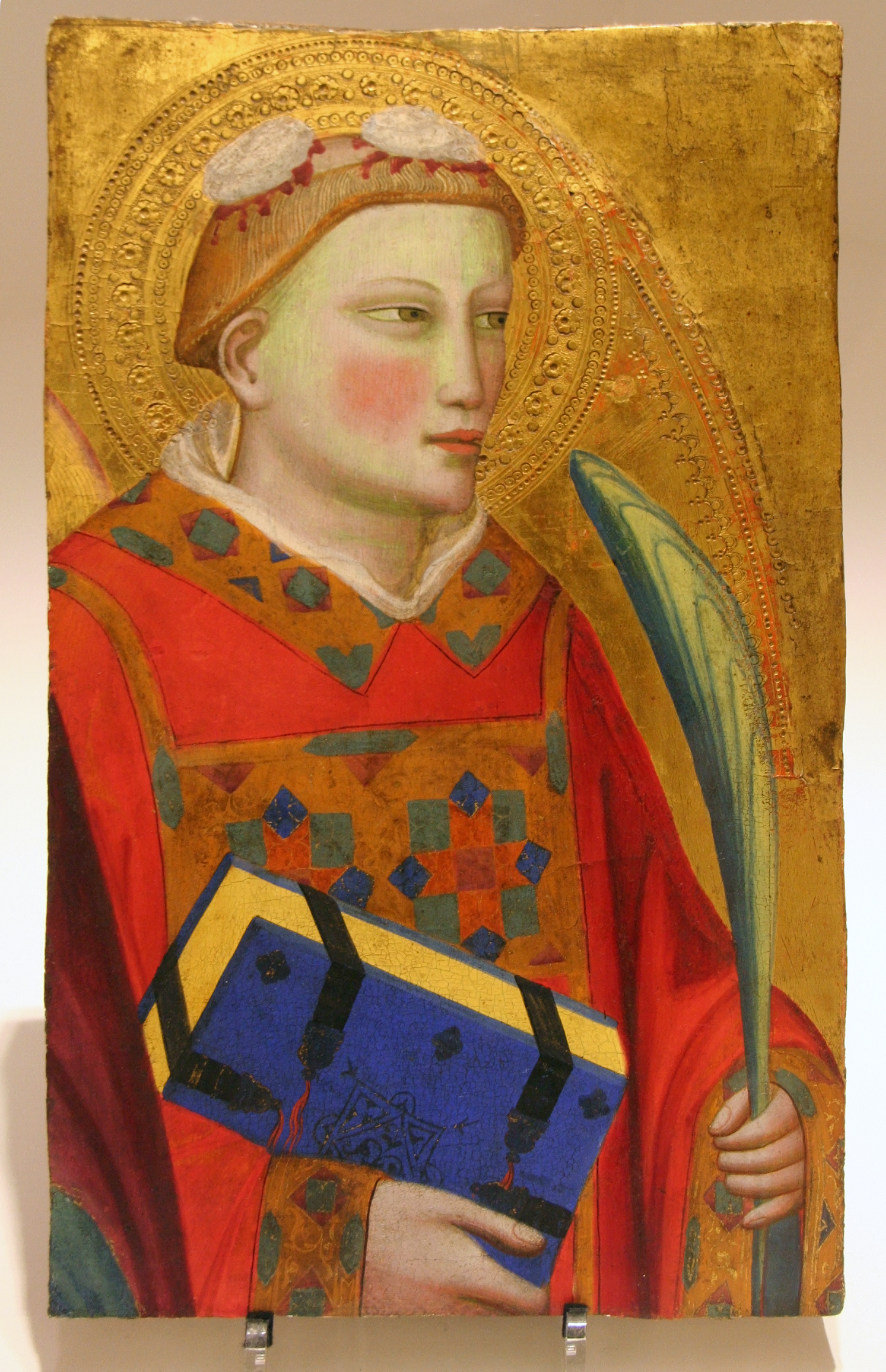
Sankt Stefanus (vor 1399), Giovanni del Biondo
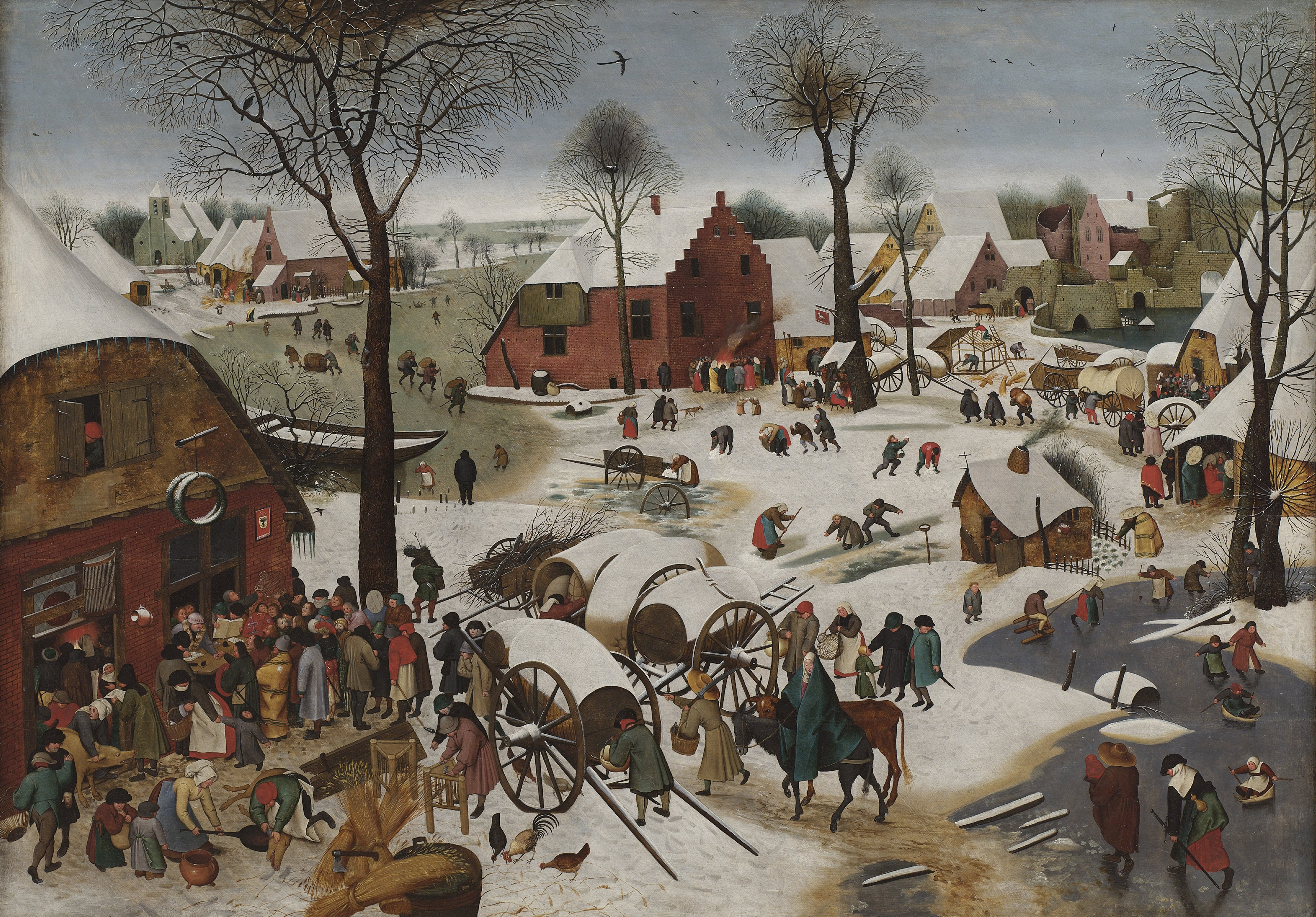
Volkszählung in Bethlehem (um 1605–1610), Pieter Brueghel der Jüngere
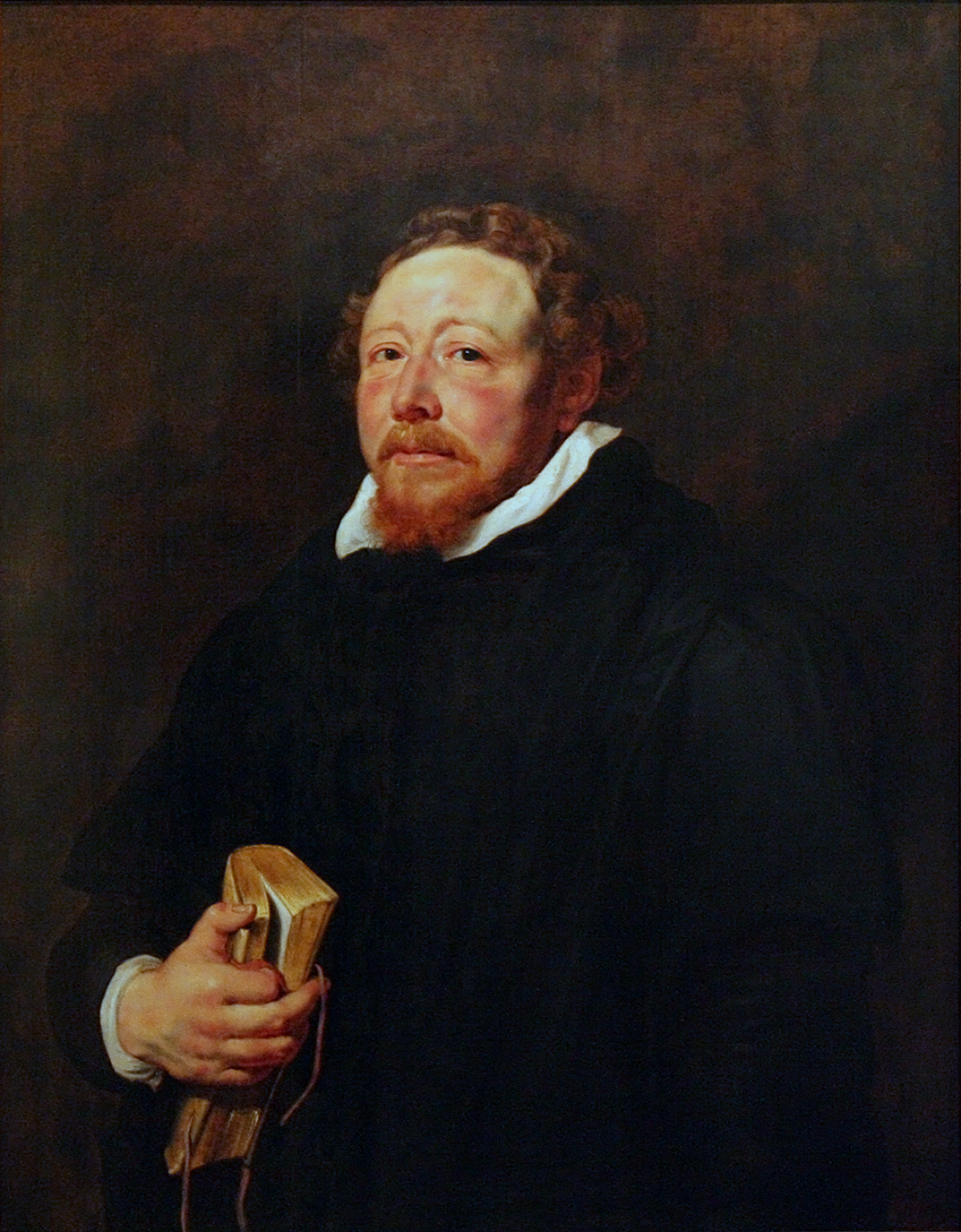
Porträt von Jan Neyen (1607), Peter Paul Rubens
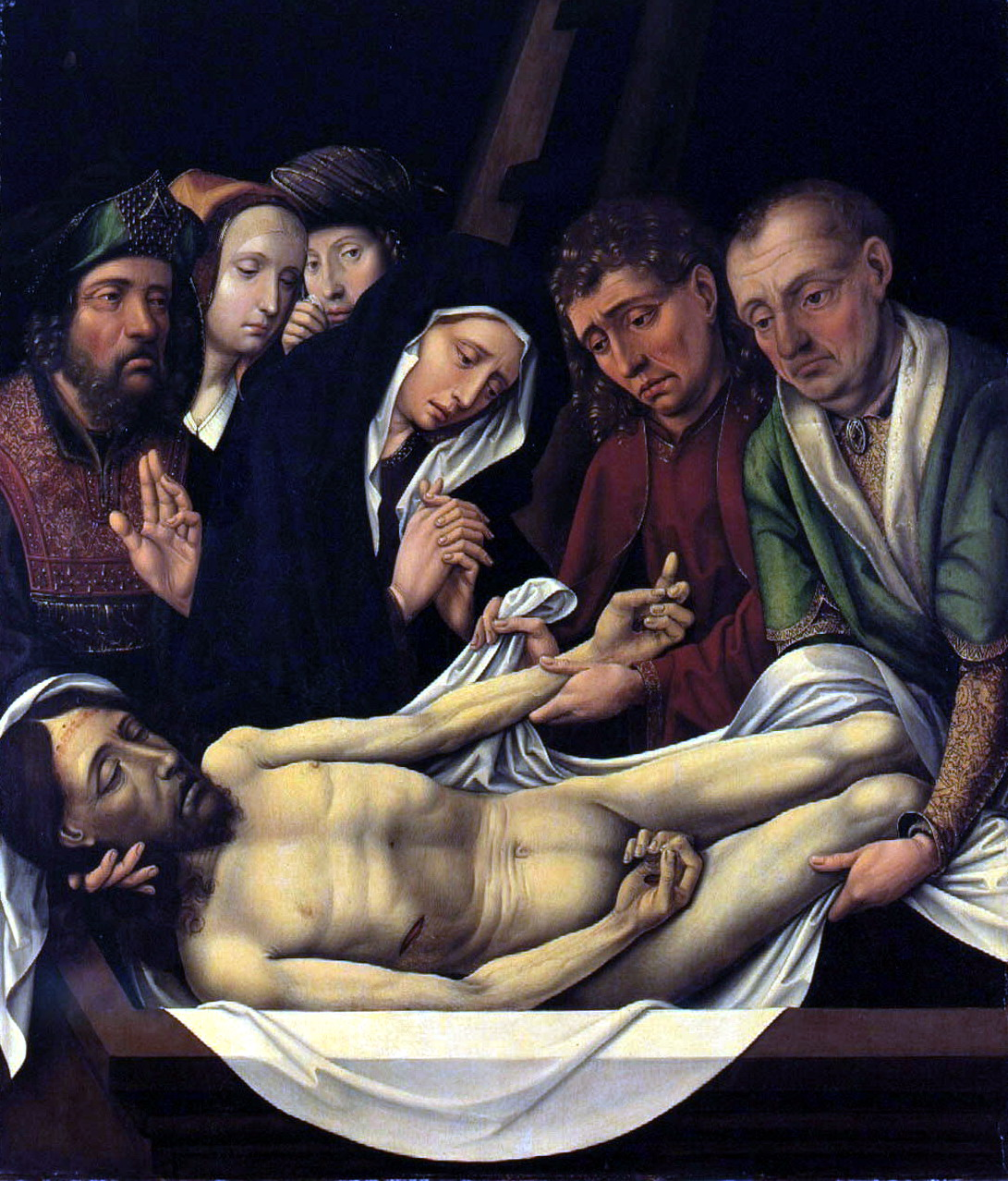
Grablegung (um 1505), Colijn de Coter
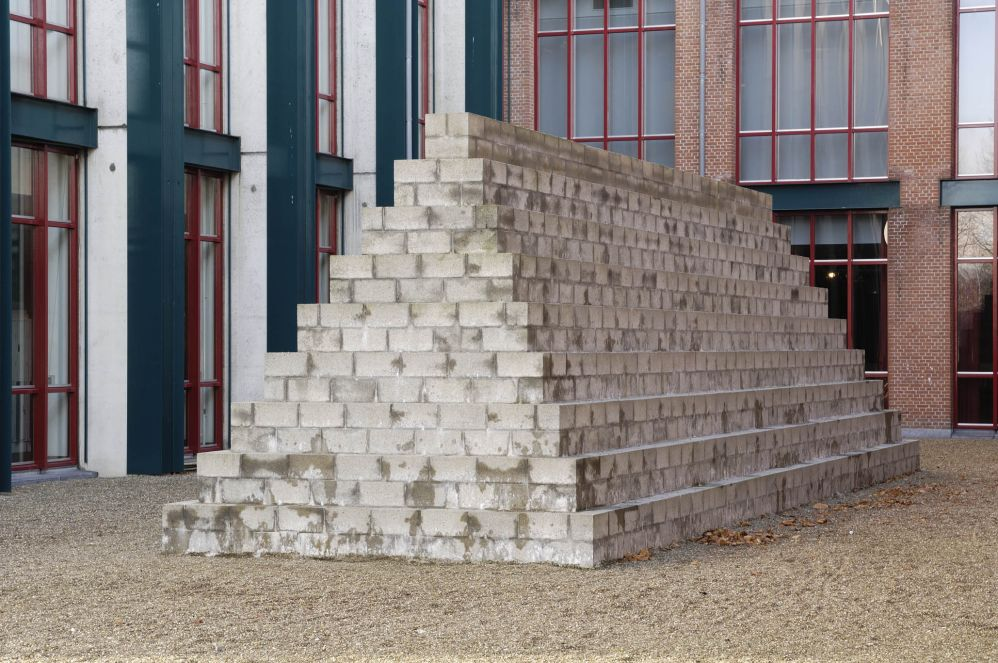
Long Pyramid (1994), Sol LeWitt

## Ausstellungen (Auswahl)
- 1996: Dirk Reinartz, totenstill
- 2012: Mary Heilmann, Good Vibrations, Katalog
- 2022/23: Werner Mantz: The Perfect Eye